# 弗里斯托·斯拉塔諾夫

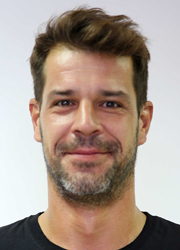
弗里斯托·斯拉塔諾夫

弗里斯托·斯拉塔諾夫（義大利語：Hristo Zlatanov；1976年4月21日—）是一位意大利排球運動員。他是保加利亞裔意大利人。他現在效力於意大利排球聯賽球隊科普拉排球俱樂部。他也代表意大利國家男子排球隊參賽，參加了2008年奧運會的比賽。